# Fúlvio Abramo
Fúlvio Abramo (São Paulo, 20 de abril de 1909 - 3 de maio de 1993) foi um importante jornalista brasileiro, tendo trabalhado na Revista Realidade, e também militante trotskista de destaque. Neto do anarquista italiano Bortolo Scarmagnan, por parte de mãe, e parte de uma família muito influente na arte, na imprensa e na política brasileira.

## Biografia
Irmão de Livio, Athos, Beatriz, Lelia, Mário e Cláudio Abramo. Casado com Anna Stefania Lauff, filha do militante comunista húngaro Rudolf Josip Lauff, membro do Exército Vermelho da URSS, que havia atuado no trem blindado de Leon Trótski, durante os primeiros anos da Revolução Russa. Fúlvio Abramo teve dois filhos, Fúlvio Jr. (falecido em 2001) e Marcelo Augusto. Uma síntese de sua vida política pode ser vista abaixo, a partir da entrevista de Fúlvio à Revista Teoria e Debate nº 01 - dezembro de 1987, impressa também em Rememoria - Entrevistas sobre o Brasil do Século XX.

## Militância
Entrou no movimento de esquerda em 1928, formando um grupo independente do PCB com sua irmã Lélia Abramo e mais oito militantes, que se filiaram à Oposição de Esquerda. Eram parte deste grupo Mário Pedrosa, Aristides Lobo, Lívio Xavier, Hilcar Leite, Rodolfo Coutinho, Rudolf Josip Lauff e João da Costa Pimenta. Fúlvio Abramo foi fundador e dirigente da Liga Comunista Internacionalista (Brasil) - seção brasileira da Oposição de Esquerda Internacional liderada por Leon Trotsky.

## Frente Única Antifascista
Foi secretário da Frente Única Antifascista (FUA), de 1933 a 1934, organismo operário que reuniu sindicatos e as diversas tendências do movimento operário brasileiro: (anarquistas, socialistas, sindicalistas-revolucionários, trotskistas e comunistas) na luta contra o fascismo e o integralismo no Brasil. A FUA organizou a contramanifestação armada de 7 de Outubro de 1934, na Praça da Sé, em São Paulo, quando o movimento operário de São Paulo dispersou uma manifestação da Ação Integralista Brasileira composta por cerca de seis mil militantes integralistas. Neste confronto armado morreram pelo menos seis guardas civis e o militante da juventude comunista, Décio Pinto de Oliveira, ficando ferido o então jornalista Mário Pedrosa. Esta manifestação ficou conhecida como Revoada dos galinhas-verdes. Fúlvio afirma, em entrevista a Eugênio Bucci, que os militantes antifascistas não foram armados à Praça da Sé, entretanto descreve que quem levou as "armas para nós foi a minha mulher, Ana, que era operária de uma fábrica de fósforos" (Teoria e Debate nº 01 - dezembro de 1987).

## Exílio naBolívia
Preso em duas ocasiões (1934 e 1935) pelo Estado Novo, viu-se obrigado a fugir junto com mais três camaradas. Durante a ditadura do Estado Novo exilou-se na Bolívia em 1937 onde trabalhou como ajudante e motorista de caminhão, cobrador de impostos. Foi também professor de introdução à Botânica Pura e Aplicada na escola pública de agronomia, que veio a se chamar Escola de Agricultura e Veterinária de Santa Cruz de la Sierra, onde tornou-se diretor. Nesse período colabora na organização do Partido Operário Revolucionário, seção da recém-fundada IV Internacional. Em 1946 foi expulso da Bolívia.
Ao voltar ao Brasil junta-se a um grupo de militantes que pretendem desenvolver um trabalho marxista no interior do Partido Socialista Brasileiro junto com Antônio Candido, Mario Pedrosa, João da Costa Pimenta e Paul Singer, sendo um dos seus fundadores.
Foi fundador do Partido dos Trabalhadores em 1981, colaborador do Jornal O Trabalho e fundador-presidente do Centro de Documentação do Movimento Operário Mario Pedrosa, atualmente sob guarda do Centro de Documentação da Universidade Estadual Paulista "Júlio de Mesquita Filho" (UNESP). Participou da Direção Nacional da Corrente O Trabalho do PT, seção brasileira da 4ª Internacional.

## Atividades como jornalista
Em 1965 trabalha como redator e repórter na revista Realidade, da Editora Abril; anos depois, trabalhou como redator no Diário do Commércio e na Gazeta de Pinheiros.

## Atividades como tradutor
Em 1937, durante sua prisão, traduziu para o português Vida Nova, de Dante, sob o pseudônimo de Blasio Demétrio, juntamente com Aristides Lobo. A tradução foi publicada pela Editora Athena e, posteriormente, pela Martin Claret, desta vez com a tradução atribuída a Jean Melville.

## Livros
- Rememoria Entrevistas sobre o Brasil do Seculo XX. Editora Perseu Abramo, 1997.
- A revoada dos galinhas verdes. São Paulo: Veneta, 2014. (Originalmente publicado em 1984 como 7 de outubro de 1934 - 50 anos, como o primeiro dos Cadernos do Cemap - Centro de Documentação do Movimento Operário Mário Pedrosa.)

1. 1 2  Bucci, Eugenio (1 de dezembro de 1987). «Fúlvio Abramo: 60 anos de luta pelo socialismo». Teoria e Debate. Consultado em 26 de abril de 2024
2. ↑  Bottmann, Denise (7 de janeiro de 2012). «Fúlvio Abramo tradutor». Consultado em 21 de maio de 2017
3. ↑  Bottmann, Denise (21 de maio de 2012). «"Paulo M. Oliveira"». Consultado em 21 de maio de 2017
4. ↑  Bottmann, Denise (8 de março de 2009). «Vida Nova e Martin Claret». Consultado em 21 de maio de 2017